# Hyman Rickover
Hyman George Rickover (ur. 24 grudnia 1899 w Makowie Mazowieckim, zm. 8 lipca 1986 w Arlington w stanie Wirginia) – admirał marynarki wojennej Stanów Zjednoczonych. Urodzony w rodzinie polskich Żydów, określany mianem „ojca atomowej marynarki wojennej”. Początkowo, z ramienia marynarki amerykańskiej uczestniczył w programie Manhattan, a następnie jako szef Naval Reactors Branch, aż do roku 1982 kierował programami rozwoju wszystkich amerykańskich atomowych siłowni okrętowych. Był także członkiem amerykańskiej Komisji Energii Atomowej. Hyman Rickover był najdłużej pozostającym w służbie czynnej oficerem w historii United States Navy, jednym też z najbardziej kontrowersyjnych admirałów amerykańskiej floty.

## Życiorys

### Dzieciństwo i młodość
Hyman Rickover urodził się jako Chaim Gdala 24 grudnia 1899 roku w Makowie Mazowieckim, w Królestwie Polskim. Późniejszy rejestr szkolny dotyczący Rickovera zawiera jednak informację o urodzeniu w roku 1898. Jego rodzicami byli Abraham i Rachel (z domu Unger) Rickover. Nazwisko „Rickover” wywodzi się od miejscowości Ryki. W szóstym roku życia, po pogromach w 1905, wyemigrował wraz z matką i siostrą Feigele do Nowego Jorku w Stanach Zjednoczonych, gdzie znajdował się już wcześniej jego ojciec, następnie zaś do Chicago. Środowisko, w którym wzrastał Hyman Rickover, było biedne, nie miało jednak charakteru slumsów. W przeciwieństwie do większości rówieśników z sąsiedztwa, młody Rickover nie poprzestał na najniższym poziomie edukacji, starając się ją kontynuować. Uczęszczając do szkoły średniej, popołudniami i w weekendy pracował jako goniec w przedsiębiorstwie komunikacyjnym Western Union. Wzrost znaczenia amerykańskiej marynarki wojennej po przystąpieniu Stanów Zjednoczonych do I wojny światowej oraz wzrost politycznych wpływów jego protektora, kongresmena Adolpha J. Sabatha (z pochodzenia czeskiego Żyda), otworzyły przed Hymanem Rickoverem szansę wstąpienia do Akademii Marynarki Wojennej (United States Naval Academy).
Po ślubie z Ruth D. Masters zmienił wyznanie na episkopalizm (amerykański Kościół anglikański).

### Służba wojskowa i cywilna
Rickover wstąpił do akademii marynarki wojennej w czerwcu 1918 roku, po zdanych z trudnością egzaminach wstępnych. W celu przezwyciężenia jednak swojej słabej podbudowy edukacyjnej, w trakcie studiów poświęcał na naukę każdą chwilę, co dzięki unikaniu jakiejkolwiek pozaedukacyjnej aktywności, pozwoliło mu uniknąć również nękania, jakiego doświadczyło wielu innych przedstawicieli społeczności żydowskiej w Stanach Zjednoczonych. Dzięki włożonemu w naukę wysiłkowi, w roku 1922 ukończył studia ze 107. lokatą w swoim liczącym 540 osób roczniku.

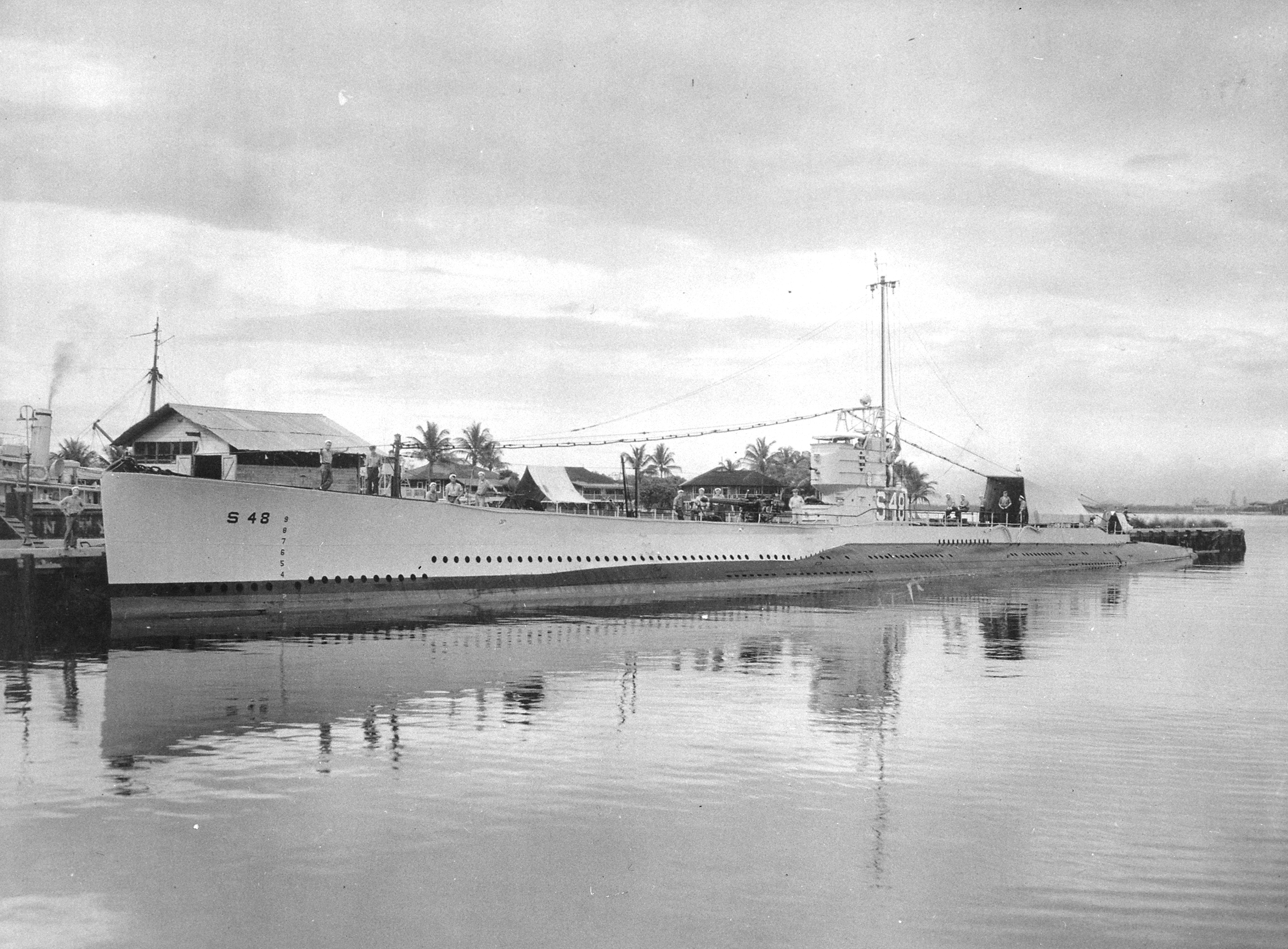
S-48 w czasie zaokrętowania na nim Hymana Rickovera

Pierwszą służbę morską Rickover odbył na niszczycielu „La Vallette” typu Clemson, na którym już rok po ukończeniu uczelni został najmłodszym oficerem maszynowni w swojej eskadrze. W styczniu 1922 roku Rickover otrzymał przydział do załogi pancernika „Nevada”, gdzie początkowo służył w oddziale odpowiedzialnym za artylerię okrętu, a następnie został głównym oficerem odpowiedzialnym za systemy elektryczne jednostki. W czerwcu 1925 roku Hyman Rickover otrzymał awans na stopień porucznika (lieutenant, junior grade). Po opuszczeniu „Nevady” w 1927 roku, podjął studia inżynierskie w akademii marynarki w Annapolis oraz na uniwersytecie Columbia z zakresu inżynierii elektrycznej, które ukończył w roku 1929. Po uzyskaniu dyplomu Rickover zamierzał skorzystać z najkrótszej ścieżki do objęcia samodzielnego dowództwa okrętu, jaką ówcześnie stanowiła służba na okrętach podwodnych. Stąd też, po wniosku o przydzielenie do służby na jednostkach tej klasy, trafił do szkoły broni podwodnej w bazie marynarki New London, po ukończeniu której otrzymał przydział na okręt S-48 typu S. Mimo podejmowanych wysiłków i spełniania formalnych wymagań dla objęcia samodzielnego dowództwa okrętu podwodnego, Rickoverowi nigdy nie udało się osiągnąć tego celu. Życie na okręcie podwodnym, w którym nawet przy przemieszczaniu się osób niezbędne było trymowanie okrętu, uświadomiło Rickoverowi jak bardzo ta klasa okrętów uzależniona jest od sił natury. Rickover nigdy też nie zaadaptował się do życia w środowisku załogi okrętu podwodnego – częściowo dlatego, że był intelektualnie osamotniony wśród załogi. Wielką przyjemność sprawiła Rickoverowi podróż badawczo-naukowa, jaką odbył S-48, której zadaniem było badanie grawitacji ziemskiej i kontakt z przebywającymi w związku z tym zadaniem na pokładzie okrętu dwoma naukowcami. W połowie 1933 roku, Hyman Rickover został skierowany do Filadelfii w Pensylwanii, gdzie jego zadaniem była kontrola jakości produkowanych materiałów. Tam też, dzięki uniwersyteckiemu wykształceniu oraz doświadczeniom wyniesionym ze służby na „Nevadzie” i S-48, opracował korektę rozdziału podręcznika dotyczącego baterii okrętowych. Dzięki osobistym zainteresowaniom, dokonał także przekładu na język angielski niemieckiego studium broni podwodnej opracowanego przez admirała Hermanna Bauera Das Unterseeboot. Zamiarem, który przyświecał Rickoverowi przy dokonywaniu tłumaczenia był wzrost własnej reputacji, doskonalenie znajomości języka niemieckiego oraz umożliwienie korzystania w Stanach Zjednoczonych z czołowych myśli wojskowych byłego wroga.

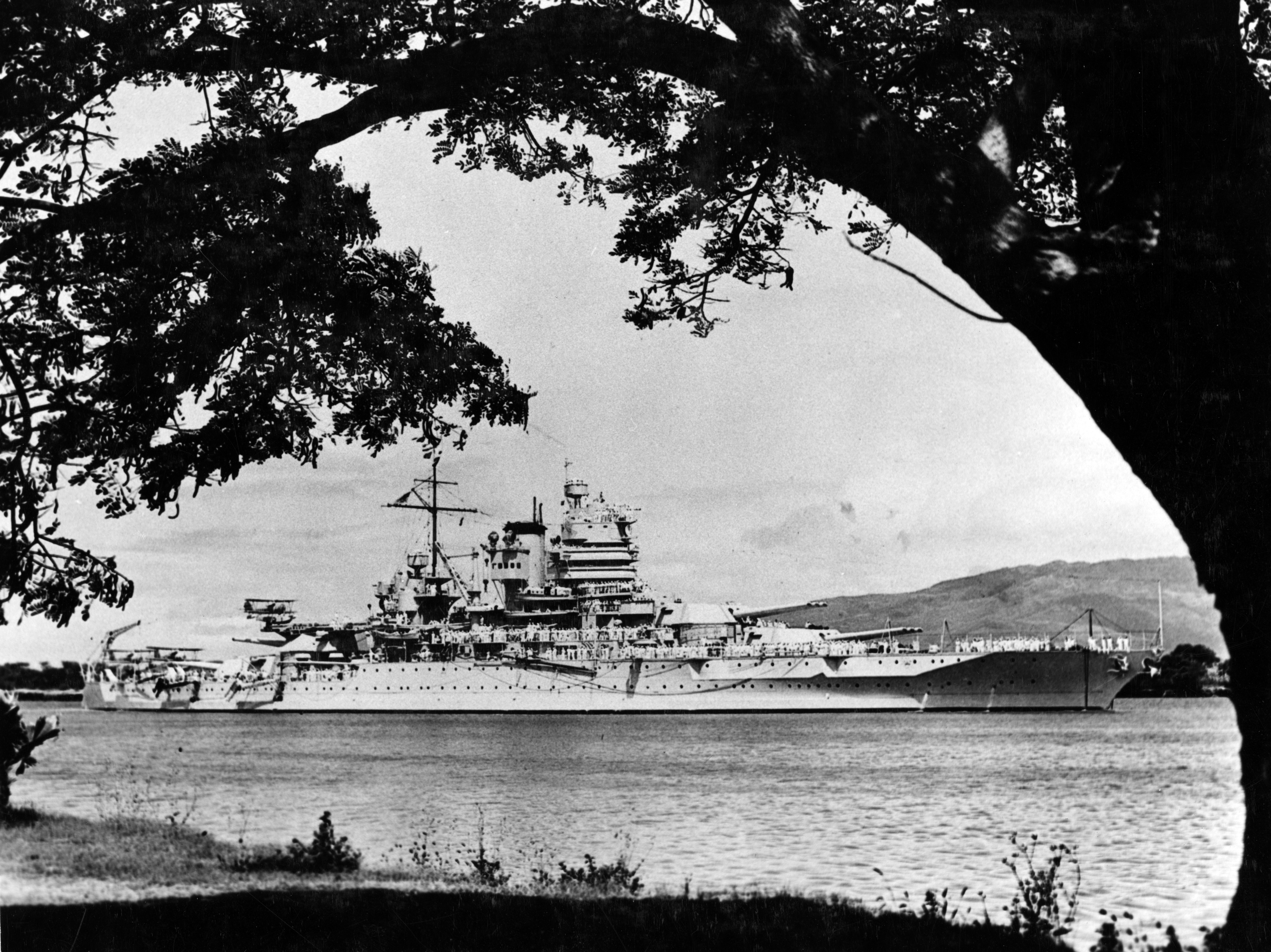
„New Mexico” w 1935 roku

Przez kolejne dwa lata – od 1935 roku – Rickover pełnił funkcję zastępcy oficera inżynierii pokładowej pancernika „New Mexico”. W rzeczywistości szef inżynierów pancernika zezwolił Rickoverowi na faktyczne zarządzanie działem inżynieryjnym okrętu, a Hyman Rickover wywiązał się z tego zadania na tyle dobrze, iż w wewnętrznej rywalizacji inżynieryjnej między amerykańskimi pancernikami, „New Mexico” (BB-40) przesunął się z szóstego na pierwsze miejsce i utrzymał tę pozycję przez dwa lata. Kluczowym czynnikiem do osiągnięcia sukcesu w tej rywalizacji było zmniejszenie przez Rickovera i podległy mu zespół zużycia paliwa. Co istotne, działania zespołu Rickovera przyniosły efekt nie tylko polegający na zmniejszeniu zużycia paliwa przez system napędowy okrętu, lecz także przez systemy destylacji wody, ogrzewania i produkcji energii elektrycznej. Rickover bardzo intensywnie szkolił podległych sobie członków załogi, powierzając im też tyle odpowiedzialności, ile byli w stanie udźwignąć. Trzech młodych oficerów z zespołu Rickovera, osiągnęło stanowiska admiralskie.
1 lipca 1937 roku, Hyman Rickover otrzymał awans na stopień lieutenant commander (pol. komandor podporucznik), po czym został wysłany do Chin, gdzie objął swoje pierwsze i ostatnie dowództwo okrętu, trałowca „Finch” typu Lapwing. Jednostka ta była w chwili objęcia dowództwa przez Rickovera w bardzo złym stanie technicznym i estetycznym. Hyman pracując wraz z załogą usiłował to poprawić, usuwając rdzę, wymieniając nie nadające się do użytku części i pokrywając okręt farbą antykorozyjną. Prace te miały o tyle duże znaczenie, iż był to okres konfliktu chińsko-japońskiego, w związku z czym w tym samym porcie schroniło się wiele statków różnych państw, a utrzymanie amerykańskiej obecności wydawało się istotną sprawą z punktu widzenia ich ochrony.

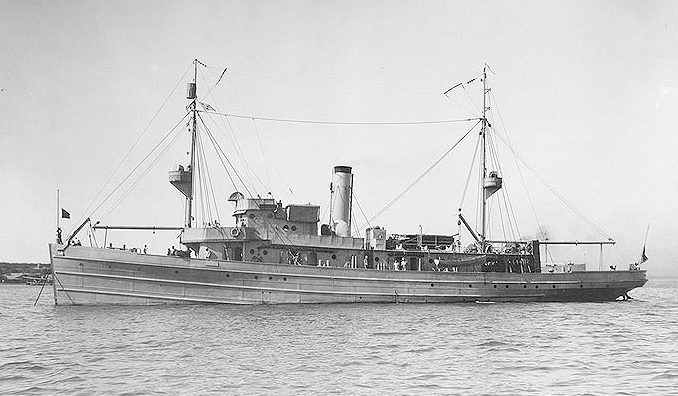
Trałowiec typu Trałowce typu Lapwing

W październiku 1937 roku, Hyman Rickover wykonał krok, który wpłynął na całą jego dalszą karierę. W 1916 roku, Kongres przygotował akt prawny autoryzujący stanowisko engineering duty only – EDO („tylko do prac inżynieryjnych”), przeznaczone dla niewielkiej grupy oficerów, którzy nigdy nie mieli otrzymać własnego dowództwa okrętu, zamiast tego pracować mieli przy rozwiązywaniu inżynierskich aspektów projektów, konstrukcji i obsługi okrętów floty. Jako że jedynie kilku oficerów marynarki otrzymało dotychczas taką nominację, stanowili oni swego rodzaju elitę marynarki – co było jednym z powodów decyzji Rickovera o ubieganiu się o to stanowisko. Rickover był także zachęcany do tego kroku przez innych inżynierów marynarki, będących pod wrażeniem jego dokonań na „New Mexico”, którzy obiecywali swoje oficjalne wsparcie dla jego kandydatury. Najważniejszym jednak powodem decyzji Rickovera była fascynacja tym rodzajem inżynierii, którą wyniósł z Columbii oraz ze służby na „La Vallette”, „Nevadzie” i „New Mexico”. Wyokrętowany w październiku 1937 roku z „Fincha”, Rickover został zastępcą oficera produkcji w stoczni Cavite Navy Yard na Filipinach, którą opuścił w maju 1939 roku, aby rozpocząć pracę w sekcji elektrycznej Biura Okrętów (Bureau of Ships – BuShips) w Waszyngtonie. Był to czas końca względnego pokoju na świecie; prezydent Stanów Zjednoczonych oraz Kongres zaaprobowali właśnie zwiększenie środków finansowych na budowę nowych okrętów kilku klas – od pancerników, przez lotniskowce do mniejszych jednostek, aż po okręty pomocnicze. Sekcja elektryczna BuShips odpowiedzialna była za obsługę i instalację wyposażenia elektrycznego istniejących, projektowanych i budowanych jednostek. Nadto, BuShips prowadziło także badania nad możliwościami stosowania napędów elektrycznych, a uzyskujący coraz większe wpływy Rickover szybko rozbudowywał sekcję elektryczną, tworząc nowe podsekcje, w tym rozmagnesowania, rozminowywania, projektowania wyposażenia oraz zaopatrzenia. Rickover był przełożonym sekcji elektrycznej już od roku, kiedy 7 grudnia 1941 roku cesarska marynarka wojenna Japonii dokonała ataku na Pearl Harbor. Kierowana przez niego sekcja przeprowadziła bardzo sprawnie remonty ciężko uszkodzonych w japońskim ataku pancerników USS „California” (BB-44) i „West Virginia” (BB-48), których systemy napędu elektrycznego zostały naprawione znacznie szybciej, niż oczekiwano. Sekcja, którą kierował Rickover, prowadziła m.in. badania nad wpływem eksplozji podwodnych na systemy elektryczne okrętów. Sam Rickover studiował każdy raport o uszkodzeniach i osobiście wizytował każdy uszkodzony w walce okręt. Dzięki pracom jego sekcji odkryto m.in., że wpływ podwodnych eksplozji (na przykład min) na systemy elektryczne jednostek jest dalece poważniejszy, niż do tej pory sądzono. Nowe, potężniejsze miny wprowadzone z początkiem drugiej wojny światowej, nawet jeśli nie wywoływały krytycznych uszkodzeń kadłuba, mogły powodować katastrofalne następstwa w zakresie uszkodzeń urządzeń pomocniczych i systemów elektrycznych okrętów. Sekcja elektryczna BuShips szybko się też rozrastała. W 1938 roku w skład sekcji wchodziły 23 osoby, w momencie upadku hitlerowskich Niemiec w maju 1945 roku, składała się z 343 osób cywilnych i wojskowych – w tym także „wypożyczonych” do sekcji, najbardziej utalentowanych młodych inżynierów głównych komercyjnych kooperantów biura okrętów. Sekcja ta stała się w przyszłości podstawą organizacji Naval Reactors Branch of Bureau of Ships.
1 stycznia 1942 roku Rickover został promowany na stopień komandora porucznika (Commander – CDR), a 26 czerwca 1943 roku, otrzymał awans na stopień komandora (Captain – CAPT). Możliwość uzyskania awansów na najwyższe stopnie oficerskie w marynarce upatrywał w służbie poza granicami Stanów Zjednoczonych. 20 lipca 1945 roku, przybył na Okinawę, gdzie otrzymał najwyższe dowództwo bazy przemysłowej budowanej dla zapewnienia napraw okrętów biorących udział w przygotowywanej ostatecznej inwazji na Japonię. Niecałe dwa miesiące później, dwie bomby atomowe zakończyły jednak wojnę z Japonią, w związku z czym w listopadzie 1945 roku baza została zamknięta, a Rickover powrócił do USA.

### Era energii atomowej
Już od 1938 roku amerykańska marynarka prowadziła pewne prace nad możliwością zapewnienia napędu nuklearnego dla okrętów. Po wybuchu wojny, z momentem rozpoczęcia prac nad destrukcyjnym wykorzystaniem energii jądrowej w projekcie Manhattan, badania nad napędem jądrowym zostały w praktyce zatrzymane. W sierpniu 1944 roku, szef projektu Manhattan, generał Leslie Groves powołał pięcioosobowy komitet w celu określenia potencjalnych możliwości niedestrukcyjnego użycia energii atomowej. Przewodniczącym komitetu został długoletni dziekan California Institute of Technology i szef doradców naukowych generała Grovesa dr Richard S. Tolman. Innymi członkami komitetu zostało dwóch cywilów oraz dwaj oficerowie marynarki: kadm. Earle W Mills – asystent szefa Bureau of Ships oraz kpt. Thorwald A. Solberg – także z BuShips. Rok później, po zakończeniu wojny, Senat Stanów Zjednoczonych powołał Specjalną Komisję Energii Atomowej. Wkrótce też Sekretarz Marynarki James Forrestal wystosował list do Sekretarza Wojny Stanów Zjednoczonych, w którym stwierdził, że marynarka wojenna Stanów Zjednoczonych zamierza podjąć wysiłki zmierzające do zastosowania energii jądrowej w napędzie okrętów. W odpowiedzi, sekretarz wojny wraz z będącym jego podwładnym generałem Leslie Grovesem wskazał, że najlepszym sposobem doprowadzenia do powstania okrętowej siłowni jądrowej jest wydzielenie przez marynarkę personelu do prowadzonych w Oak Ridge National Laboratory prac nad reaktorem atomowym. W rozpoczętej dyskusji w marynarce nad sposobem jej udziału w programie prowadzonym w Oak Ridge, Bureau of Ships zaproponowało utworzenie specjalnego ciała doradczego przy szefie operacji morskich i sekretarzu marynarki. Marynarka wyznaczyła do Oak Ridge zespół pięciu oficerów oraz trzech osób cywilnych. Ostatecznie znalazł się wśród nich Hyman Rickover. Zespół ten przybył do Oak Ridge w czerwcu 1946 roku, gdzie przez kilka miesięcy zapoznawał się ze wszystkimi aspektami technologii nuklearnej. W tym czasie koordynatorem spraw nuklearnych w Bureau of Ships został komandor Albert G. Mumma, zajmując stanowisko, które było celem Rickovera. Rickover jednak zamierzał osiągnąć najwyższe stanowisko w marynarce w zakresie energii jądrowej, przygotowując dokumentacje wykonalności napędu nuklearnego. Starał się w tym celu utrzymać swoją oddelegowaną do Oak Ridge grupę marynarki jako całość, wykorzystując ją do pomocy przy opracowaniu swojego raportu. W tym celu zapewnił również wsparcie dla swoich propozycji napędu jądrowego, dr Edwarda Tellera – wiodącego fizyka nuklearnego amerykańskiego programu atomowego. Ostatecznie, we wrześniu 1947 roku, Hyman Rickover został ustanowiony specjalnym asystentem szefa Bureau of Ships ds. nuklearnych, a wkrótce szefem Naval Reactors Branch of Bureau of Ships
Zdobyte przez admirała ogromne wpływy w środowisku politycznym, zwłaszcza w Kongresie Stanów Zjednoczonych, umożliwiły mu znaczny udział w kierowaniu rozwojem amerykańskiej floty atomowych okrętów podwodnych. Wyjątkiem w tym zakresie był rozwój pierwszej generacji atomowych nosicieli pocisków balistycznych SLBM. Pisemną decyzją admirała Arleigha Burke, Hyman Rickover został bowiem postawiony na uboczu głównego nurtu tego programu. Admirał był postacią bardzo kontrowersyjną, z jednej strony bowiem bardzo pracowitą, z drugiej zaś swoje wpływy w marynarce zawdzięczał w dużej mierze koneksjom politycznym w Kongresie USA Do jego zasług należy m.in. wprowadzenie do US Navy okrętów myśliwskich typu Los Angeles, kosztem jednak poświęcenia przygotowywanego w tym samym czasie projektu bardzo nowoczesnego na owe czasy typu CONFORM, którego program został przez admirała Rickovera przerwany. Admirałowi przypisuje się także wprowadzenie chaosu do programu ULMS, zmierzającego do opracowania nowej generacji strategicznych okrętów balistycznych typu Trident, co ostatecznie doprowadziło do przymusowego odejścia admirała na emeryturę w styczniu 1982 r.

## Podsumowanie
Admirał Hyman George Rickover odszedł w stan spoczynku w 1982 roku, po sześćdziesięciu trzech latach aktywnej służby, w tym po ponad trzydziestu latach kierowania programami rozwoju jądrowych systemów napędowych amerykańskiej marynarki. Kierowana przez Rickovera Naval Reactors doprowadziła do konstrukcji wszystkich reaktorów napędowych amerykańskiej marynarki wojennej, które zawsze spełniały stawiane przed nimi zadania. W latach 90. XX w. jednak, szef jednego z rosyjskich biur konstrukcyjnych okrętów podwodnych, na pytanie o źródła znakomitego rozwoju okrętów podwodnych o napędzie atomowym w Związku Radzieckim odpowiedział: „U nas była duża konkurencja pomiędzy biurami konstrukcyjnymi, u Was zaś stalinizm” – mając na myśli sposób zarządzania rozwojem amerykańskiej floty podwodnej przez admirała Rickovera. Wszystkie opracowane przez Naval Reactors reaktory osiągały jednakże wyznaczone im konstrukcyjnie parametry techniczne i, w przeciwieństwie do okrętów radzieckich, jednostkom amerykańskim nigdy nie przydarzyła się poważniejsza awaria reaktora. Tymczasem, mimo że kierowane przez niego Naval Reactor Branch of Bureau of Ships formalnie odpowiadało jedynie za napęd okrętów, adm. Rickover tak opisał zakres zadań kierowanego przez siebie działu Bureau of Ships w trakcie przesłuchania przed komisją kongresu po katastrofie „Threshera”:

Mój program jest unikalny wśród wszystkich służb wojskowych: znacie powiedzenie „od macicy do grobowca” (org. ang. „from womb to the tomb”)? Moja organizacja jest odpowiedzialna za tworzenie idei nowych projektów okrętów, prowadzenie badań i rozwój projektu, konstruowanie i produkcję wyposażenia umieszczanego w okrętach, za prowadzone przez okręty operacje, za selekcję oficerów na okręty i innych członków ich załóg, ich szkolenie oraz trening. Krótko mówiąc, jestem odpowiedzialny za okręt przez całe jego życie – od samego początku, do samego końca.

Najwyższy wojskowy zwierzchnik amerykańskiej marynarki, szef operacji morskich admirał Elmo Zumwalt – który nie należał do sympatyków admirała Rickovera – stwierdził w 1976 roku: „...jednej rzeczy nikt nie może o nim powiedzieć – że kiedykolwiek zrobił bubel”. Hyman George Rickover, został pochowany z najwyższymi honorami wojskowymi na Cmentarzu Narodowym w Arlington. Jego imieniem nazwano okręt podwodny typu Los Angeles USS „Hyman G. Rickover” (SSN-709).

## Odznaczenia i wyróżnienia
- Submarine Officer Badge
- Medal Marynarki Wojennej za Wybitną Służbę – trzykrotnie
- Legia Zasługi – dwukrotnie
- Navy Commendation Medal
- Army Commendation Medal
- Medal Zwycięstwa I Wojny Światowej
- Medal Służby w Chinach
- Medal Amerykańskiej Służby Obronnej
- Medal Kampanii Azji-Pacyfiku
- Medal Zwycięstwa w II Wojnie Światowej
- Medal Służby Okupacyjnej Marynarki Wojennej
- Medal Służby Obrony Narodowej
- Prezydencki Medal Wolności – 1980
- Honorowy Komandor Orderu Imperium Brytyjskiego (Wielka Brytania)
- Złoty Medal Kongresu Stanów Zjednoczonych – dwukrotnie (1958, 1983)
- George Westinghouse Medal – 1955
- Newcomen Medal – 1968
- Nagroda Enrica Fermiego – 1964[14]
- Washington Award – 1970